# Rey Wei de Qi
El rey Wei de Qi (en chino tradicional, 齊威王; pinyin, Qí Wēi Wáng), cuyo nombre personal era Tian Yinqi (田因齊), fue el rey de Qi un estado del norte de China durante el período de los reinos combatientes, cuando Qi fue uno de los estados más poderosos de China. Reinó desde el 356 a. C. al 320 a. C.. o según otra fuente desde el 378 a. C. al 343 a. C..

## Historia
Su sucesor fue King Xuan de Qi. En las Intrigas de los Estados Combatientes, el estratega Su Qin es citado cuando le dice al rey de Qin: "Los reyes Wei y Xuan de Qi fueron los más valiosos gobernantes de su época. Eran muy poderosos y sus territorios eran extensos. Sus estados eran ricos y sus ciudadanos opulentos. Sus generales eran agresivos y sus tropas fuertes."
El rey Wei era juicioso y medido en sus acciones con sus subordinados. Una vez sus espías le informaron e insistieron en que uno de sus generales, Zhangzi, se había rendido ante el enemigo, Qin. El rey Wei se negó a creer que Zhangzi había desertado. Efectivamente, "poco tiempo después llegó la noticia que Qi había obtenido una gran victoria. El rey de Qin se proclamó vasallo de las fronteras occidentales y se disculpó con Qi." El rey Wei expresó que él siempre supo que Zhangzi le era fiel y citó una historia en su defensa. Según otra historia el rey del estado Wei proclamó que "Todos aquellos ministros, oficiales y ciudadanos que critiquen mis faltas frente a mi obtendrán grandes recompensas; a aquellos que protesten ante el rey por escrito se les dará una recompensa algo menor, y aquellos que escuchen críticas al rey y las hagan llegar a sus oídos son los que menor recompensa obtendrán." Luego de ello, "la entrada al salón del rey parecía una plaza de mercado" pero al cabo de un año, "ninguna de las personas que concurrían a hablar con el rey le llevaban peticiones" [porque los problemas ya habían sido resueltos]. "Cuando [los estados de] Yan, Zhao, Han y Wei se enteraron de ello todos concurrieron a la corte de Qi."
El rey Wei empleó a Sun Bin como su principal asesor militar. Sun Bin había sido castigado con la mutilación de sus rodillas en Wei a instancia de su enemigo Pang Yuan. Tian Ji el comandante del rey Wei lo reclutó para que trabajara para Qi. Como Sun Bin no podía montar a caballo, rechazó el ofrecimiento que le hizo el rey Wei de ser el comandante de su ejército. Sun Bin escribió El arte de la guerra de Sun Bin, en el cual el rey Wei y Tian Ji hacen preguntas a Sun Bin sobre estrategia y tácticas. Sun Bin influyó en la preparación de la estrategia para el triunfo del estado Qi en la Batalla de Maling en el 342 a. C., luego de la cual Wei quedó muy debilitado. Pang Yuan murió allí. "Posteriormente durante su reinado, envió sus ejércitos a enfrentar a Qin y Zhao."